# Saint-Romain-de-Surieu
Saint-Romain-de-Surieu ist eine französische Gemeinde mit 465 Einwohnern (Stand: 1. Januar 2022) im Département Isère in der Region Auvergne-Rhône-Alpes; sie gehört zum Arrondissement Vienne und zum Kanton Roussillon. 

## Geografie
Saint-Romain-de-Surieu liegt etwa 15 Kilometer südlich von Vienne. Das Gemeindegebiet wird vom Fluss Sanne durchquert. Umgeben wird Saint-Romain-de-Surieu von den Nachbargemeinden Assieu im Norden, La Chapelle-de-Surieu im Osten sowie Ville-sous-Anjou im Süden und Westen.

## Bevölkerungsentwicklung
| Jahr                       | 1962 | 1968 | 1975 | 1982 | 1990 | 1999 | 2006 | 2017 |
| -------------------------- | ---- | ---- | ---- | ---- | ---- | ---- | ---- | ---- |
| Einwohner                  | 211  | 206  | 198  | 213  | 249  | 246  | 285  | 353  |
| Quellen: Cassini und INSEE |      |      |      |      |      |      |      |      |

## Sehenswürdigkeiten
- Kirche Notre-Dame, Monument historique seit 1927 (mit Karmelitinnenkloster Surieu)
- Donjon von Surieu, 1237 bereits erwähnt